# Joel
| Zwölfprophetenbuch des Tanach                                                                            |
| --- |
| - Hosea - Joel - Amos - Obadja - Jona - Micha - Nahum - Habakuk - Zefanja - Haggai - Sacharja - Maleachi |
| Namen nach dem ÖVBE                                                                                      |

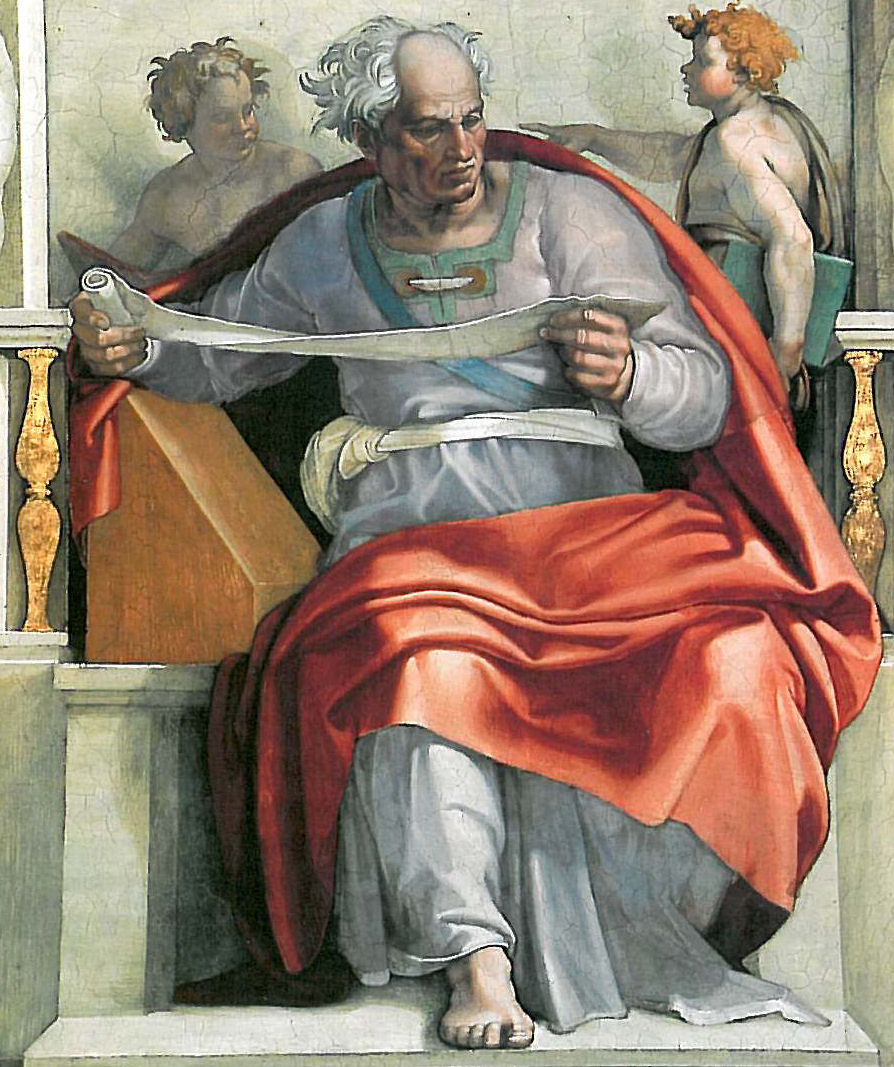
Joel (Michelangelo, Sixtinische Kapelle)

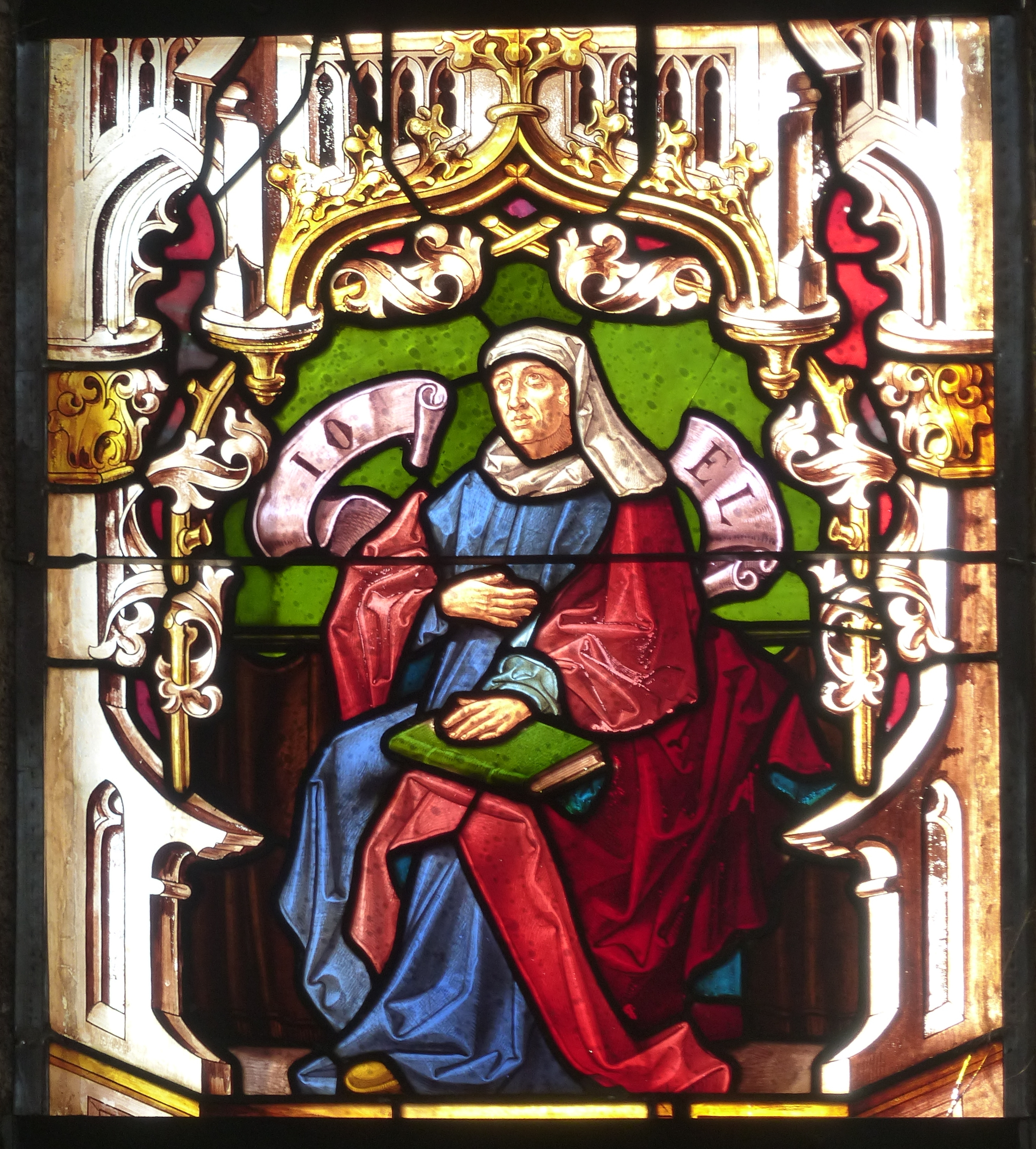
Joel, Pfarrkirche Gramastetten (OÖ)

Das Buch Joel (hebräisch יוֹאֵל altgriechisch Ιωηλ, lateinisch Ioel) ist eine prophetische Schrift aus dem hebräischen Tanach bzw. dem christlichen Alten Testament. Es handelt sich in der Anordnung des hebräischen Kanons um das zweite Buch des Zwölfprophetenbuches bzw. der Kleinen Propheten. Die vier Kapitel umfassende Schrift dreht sich um den Tag des Herrn, ein Ereignis, das in der Hebräischen Bibel als Zeitpunkt des strafenden Eingreifens Gottes in die Weltgeschichte gilt. Während andere Texte, die auf den Tag des Herrn Bezug nehmen, diesen als einen Schreckenstag beschreiben, vor dem sich niemand retten kann, zeigt das Buch Joel eine vorsichtige Hoffnungsperspektive auf: Das Volk Israel kann der von Gott gebrachten Katastrophe, die in Gestalt einer verheerenden Heuschreckenplage und eines furchtbaren militärischen Feindangriffes bereits im Anbruch begriffen ist, womöglich entgehen, wenn es sich konsequent zu Gott bekehrt. Das dritte Kapitel verheißt die Aussendung des Geistes Gottes, der alle Glieder des Volkes zu prophetischer Rede befähigen wird, während das vierte Kapitel das Gericht an den Fremdvölkern thematisiert.
Über den Verfasser des Buches Joel ist nichts bekannt. Die Buchüberschrift Joel 1,1 führt die Worte des Buches auf einen gewissen Joel, den Sohn Petuëls, (hebräisch יֹואֵ֖ל בֶּן־פְּתוּאֵֽל [joˈel bɛn pətuˈel]), zurück. Der Name stellt eine Bekenntnisformel dar und bedeutet JHWH ist Gott. Die jüngere Forschung zeigt sich teilweise skeptisch, ob es sich bei Joel um eine historische Einzelgestalt gehandelt hat, und betont stärker den Charakter des Joelbuches als einem schriftgelehrten Text, der auf frühere Texte der sich formierenden Hebräischen Bibel Bezug nimmt und sie aktualisierend auslegt. Da das Buch selber im Gegensatz zu vielen anderen biblischen Prophetenbüchern nicht datiert ist, ist die historische Einordnung unklar. Hat die frühere Forschung Joel häufig in die vorexilische Zeit des 8. Jh. v. Chr. verortet, so ist sich die jüngere Forschung überwiegend einig, dass das Buch Joel der nachexilischen Zeit um das 4. Jh. v. Chr. zugehört, entweder in die späte Perserzeit oder die frühe hellenistische Zeit. Ebenso umstritten ist, ob alle vier Kapitel des Buches zur gleichen Zeit abgefasst wurden oder ob innerhalb des Buches mit Nachträgen etwa aus der hellenistischen Zeit zu rechnen ist.
In der christlichen Rezeptionsgeschichte ist das Buch Joel in erster Linie für seine Verheißung der Aussendung des göttlichen Geistes im dritten Kapitel bedeutsam. Der Apostelgeschichte (Apg 2,16–21) zufolge hat der Apostel Petrus in seiner sogenannten Pfingstpredigt die Worte von Joel 3 zitiert, um das Pfingstereignis zu deuten. In der Leseordnung der römisch-katholischen Kirche nimmt neben der Lesung von Joel 3 an Pfingsten der Aufruf zur Umkehr in Joel 2 als Lesung zu Aschermittwoch eine große Bedeutung ein.

## Inhalt
Das Buch Joel gliedert sich in zwei gleichwertige Teile. Der erste Teil (Joel 1–2) beschreibt einen Aufruf zur Klage, Fasten und Buße, während der zweite Teil (Joel 3–4) lediglich Gottesrede enthält. Die Handlung wiederholt sich innerhalb des Buches zweimal. Joel 1-2 wird als „geschichtlich“ angesehen, da die Teile in der Vergangenheitsform geschrieben werden und Joel 3-4 wird als „eschatologisch“ angesehen, da es sich um eine Zukunftsankündigung handelt. Somit entsteht ein sehr unterschiedliches Wirklichkeitsverständnis.

### Joel 1,1–20

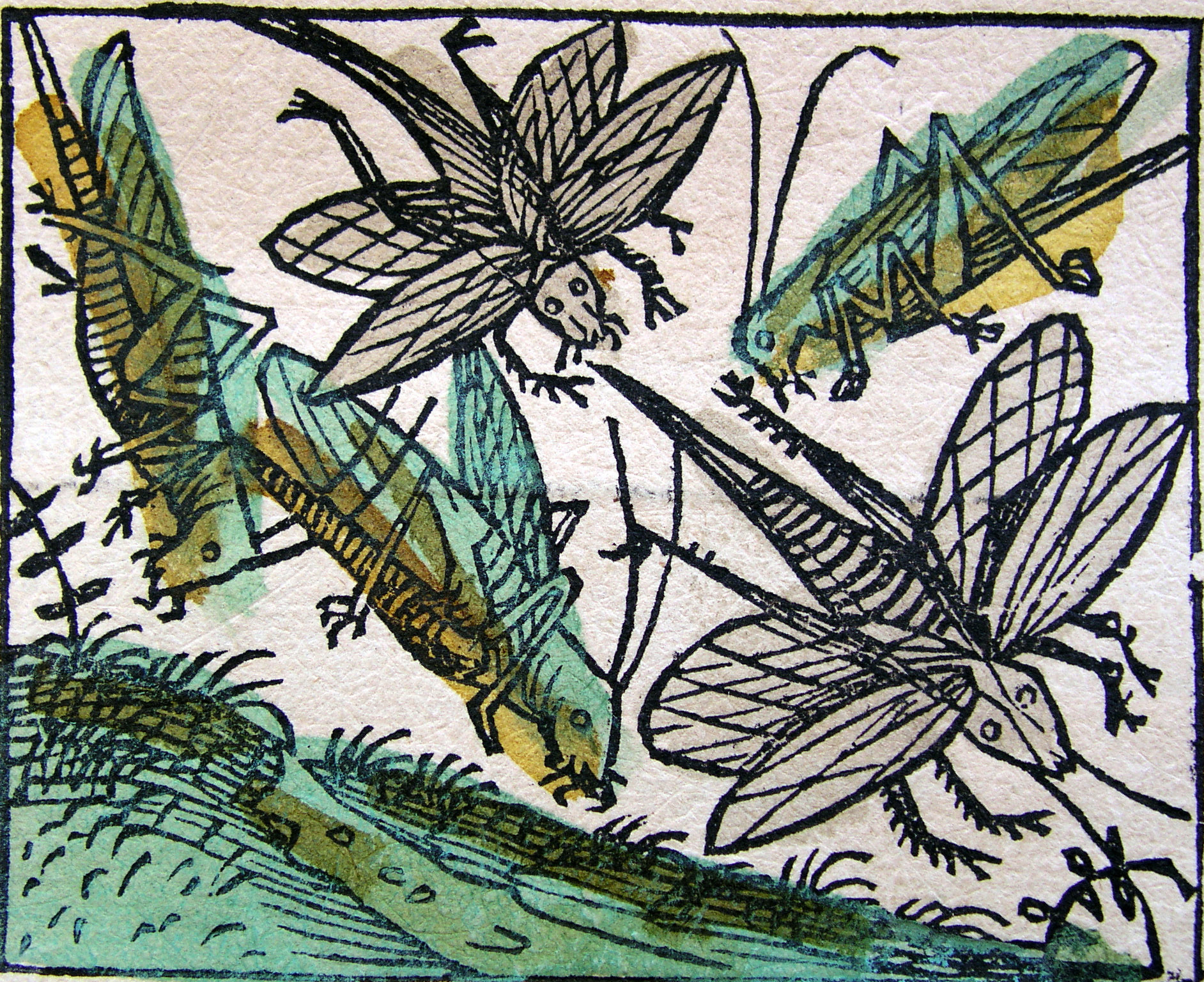
Holzschnitt aus der Schedelschen Weltchronik (1493)

Joel 1, 1–20 ist ein Abschnitt aus dem Buch Joel im Alten Testament, der eine gravierende Naturkatastrophe beschreibt, die Israel heimsucht. Diese Plage wird als göttliches Gericht und Warnung vor dem „Tag des Herrn“ gedeutet. Der Prophet Joel nutzt die Heuschreckenplage und die Dürre, um das Volk zur Umkehr zu bewegen. Durch eindringliche Bilder von Verwüstung und Verlust verdeutlicht er die Dringlichkeit der Buße und bereitet die Menschen auf die Bedeutung des bevorstehenden „Tages des Herrn“ vor. Der Abschnitt Joel 1,1–20 schildert eine zukünftige Katastrophe, die über eine reine Naturplage hinausgeht und eine spirituelle Dimension annimmt. Joels Worte verdeutlichen, dass die Menschen vollständig auf Gottes Gnade angewiesen sind und dass der Verlust materieller Güter auch die geistliche Dimension des Lebens bedroht. Die Ereignisse stellen eine Aufforderung zur Buße dar und weisen zugleich auf die zukünftige Rolle Israels im Rahmen eines universalen Gerichts hin.
Der Abschnitt lässt sich nach dem evangelischen Alttestamentler Jörg Jeremias (1939–2024) in fünf Hauptteile gliedern:
1. Einleitung – Berufung des Propheten Joel (V. 1): Das Kapitel beginnt mit der prophetischen Einleitungsformel „Das Wort des Herrn an Joel“. Diese Formel hebt den göttlichen Ursprung der Botschaft hervor und verleiht Joels Worten Autorität. Auf eine historische Einordnung wird verzichtet, was den Fokus auf die prophetische Botschaft und deren universelle Bedeutung lenkt.
2. Aufrufe über die Heuschreckenplage (V. 2–4): Joel beschreibt die Heuschreckenplage, die die gesamte Ernte und Lebensgrundlage vernichtet hat. Er fordert die Ältesten und alle Bewohner auf, dieses beispiellose Ereignis zu bewahren und an zukünftige Generationen weiterzugeben. Durch diese Aufforderung zur Überlieferung wird die Katastrophe als identitätsstiftende Erfahrung Israels dargestellt. Die detaillierte Schilderung der Heuschrecken betont das Ausmaß der Zerstörung und erinnert an die ägyptischen Plagen in Ex 10. Damit wird die Plage als göttliches Gericht interpretiert. Der „Tag des Herrn“ ist für das Volk Gottes bereits in der Gegenwart greifbar. Diese Greifbarkeit hängt mit der Unvergleichbarkeit der Naturkatastrophe zusammen. (Jeremias, Joel/Joelbuch, TRE, S. 94)
3. Dürre und Aufforderung an Priester und Volk zu Fasten und zum Gebet (V. 5–14): In V. 5–7 fordert Joel die Weintrinker auf zu weinen, da die Weinstöcke und Obstbäume zerstört sind. Die Metapher des „Volkes von Heuschrecken“ und die Beschreibung der Verwüstung in militärischer Sprache betonen die Bedrohung. In V. 8–10 wird eine Frau aufgefordert zu klagen wie eine junge Braut im Trauerkleid, die ihren Bräutigam verloren hat. Dieses Bild steht für die tiefgreifende Entfremdung von Gott und das erschütterte Verhältnis zu ihm. Die Priester klagen über den Verlust der Opfergaben, da die Heuschrecken die gesamte Ernte vernichtet haben. In V. 11–12 werden Bauern und Winzer zum Weinen aufgerufen, da alle Feldfrüchte verdorrt sind. Die Not wird als Verlust wichtiger Kulturpflanzen beschrieben, die für das Überleben entscheidend sind. Diese Schilderung verdeutlicht die Bedeutung des wirtschaftlichen und kulturellen Verlustes. In V. 13–14 sollen die Priester ein Fasten anordnen und das Volk im Tempel versammeln, um Gott um Gnade zu bitten. Dieser gemeinsame Akt der Buße unterstreicht die Ernsthaftigkeit und das Bestreben, Gottes Schutz und Segen zurückzugewinnen. Der Fokus auf den Tempeldienst als Zentrum des geistlichen Lebens betont die spirituelle Dimension der Katastrophe.
4. Verkündigung des „Tages des Herrn“ (V. 15–17): Joel warnt eindringlich vor dem „Tag des Herrn“, einem unvermeidlichen Gerichtstag, an dem Gott sein Urteil vollstreckt. Die gegenwärtige Heuschreckenplage und die Dürre werden als Vorboten dieses Tages gedeutet.
5. Joels eigene Klage und Bitte an Gott angesichts der Katastrophe (V. 18–20): Joel endet mit einem Gebet, in dem er Gott um Erbarmen bittet und die Dürre sowie die Notlage der Menschen und Tiere beschreibt. Die gesamte Natur leidet unter den Folgen, was die Abhängigkeit des Menschen von Gottes Gnade hervorhebt.
Der Abschnitt Joel 1,1–20 thematisiert zentrale theologische Elemente, die durch die Naturkatastrophe verdeutlicht werden. Eine Heuschreckenplage und Dürre werden als Symbole des göttlichen Gerichts interpretiert. Diese Katastrophe erinnert daran, dass alle Segnungen des Lebens von Gott abhängen. Diese Naturereignisse gelten als Ausdruck von Gottes Unzufriedenheit und mahnen das Volk, seine Beziehung zu ihm zu erneuern und zu festigen. Angesichts dessen fordert Joel das Volk auf, das Geschehen zu bewahren und weiterzugeben. Die Plage soll als eindringliche Mahnung zur Umkehr und Buße verstanden werden und das Gottesvolk zur Besinnung auf seine Verpflichtungen gegenüber Gott führen. Die Aufforderung, die Erinnerung an dieses Ereignis an künftige Generationen weiterzugeben, verleiht der Katastrophe eine identitätsstiftende Bedeutung für Israel. Im Hintergrund steht der „Tag des Herrn“ als universales Gericht. In Joel 1,15 wird der „Tag des Herrn“ nicht nur als ein Gericht über Israel, sondern als universales Ereignis verstanden. Diese Vision von einem ultimativen Gericht, das alle Völker betrifft, zeigt eine universale Perspektive, die für die spätere apokalyptische Literatur prägend wird. Diese bedrohliche Erwartung des „Tages des Herrn“ dient als Warnung und betont die Notwendigkeit der Buße und Rückkehr zu Gott.

### Joel 2,1–11
Joel 2,1–11 zeigt den „Tag des Herrn“ als eine Zeit des unvermeidlichen göttlichen Gerichts und der umfassenden Macht Gottes. Dieser Tag wird als kosmische, alles umspannende Katastrophe dargestellt, die sowohl das Volk Israel als auch die gesamte Schöpfung betrifft. Das Bild der Heuschreckenplage und des mächtigen, disziplinierten Heeres veranschaulicht die unaufhaltsame Zerstörung, die mit diesem Ereignis einhergeht. Die Passage ruft dazu auf, Gottes Macht anzuerkennen und sich ihm mit Ehrfurcht zu nähern. Möglichkeiten zur Umkehr werden erst in den nachfolgenden Versen (V. 12–17) thematisiert, die Hoffnung auf Gnade und Erlösung andeuten. Die Perikope Joel 2,1–11 wird nach Jörg Jeremias in drei Abschnitte unterteilt: V. 1–2 und 10 als „Rahmen“, V. 3–9 als „Mittelteil“ mit einer Aneinanderreihung von Vergleichen, sowie die Verse 10–11, die die „Darstellung Gottes“ als Heerführer und Machthaber enthalten.
In V. 1 wird ein Alarmruf beschrieben, der den bevorstehenden „Tag des Herrn“ ankündigt. Das Blasen eines Horns dient als Warnsignal für die Gemeinschaft und symbolisiert die Ernsthaftigkeit der Situation. Der heilige Berg Zion als Ort des Alarms verdeutlicht, dass die gesamte Gemeinschaft betroffen ist. Das Bild des Erzitterns unterstreicht die Dringlichkeit der Botschaft. In V. 2 wird der „Tag des Herrn“ als „Tag der Finsternis“ dargestellt. Diese Beschreibung steht für Chaos und Bedrohung und greift apokalyptische Motive aus prophetischen Texten auf. Die Finsternis verweist auf kosmische Katastrophen, während das heranrückende „mächtige Volk“ mit einer Heuschreckenplage verglichen wird, die sich wie das Morgenlicht unaufhaltsam ausbreitet.
Das „fressende Feuer“ in V. 3 symbolisiert vollständige Verwüstung. Während das Land vor dem Eintreffen des Heeres noch fruchtbar ist, wird es durch dessen Vormarsch zu einer Wüste. Dieses Bild verdeutlicht die zerstörerische Kraft des kommenden Gerichts und die Unentrinnbarkeit des „Tages des Herrn“. In den Versen 4–5 wird das Heer durch militärische Bilder beschrieben, wie „Pferde“, „Streitwagen“ und „zum Kampf gerüstet“. Diese Metaphern heben die Geschwindigkeit und Stärke des Heeres hervor und betonen dessen Unaufhaltsamkeit. Die Bilder können sowohl auf eine tatsächliche Heuschreckenplage als auch auf ein apokalyptisches Heer hinweisen. Die Verse 6–7 schildern die Auswirkungen des drohenden Schreckens auf die Menschen, deren Angst so groß ist, dass sie „die Farbe verlieren“. Das Heer wird als diszipliniert und professionell beschrieben, was die Bedrohlichkeit einer unaufhaltsamen Kriegsmaschinerie unterstreicht. Diese präzise Ordnung wird auch auf die Bewegungen von Heuschrecken übertragen, die symbolisch für göttliches Gericht stehen. In den Versen 8–9 wird die Unaufhaltsamkeit des Heeres nochmals betont. Es überwindet alle Hindernisse, bricht nicht ab und schreitet selbst durch Angriffe hindurch voran. Die Metaphern vom „Sturm auf die Stadt“ und dem „Einbruch durch Fenster“ lassen das Heer als alles verschlingende Macht erscheinen, die weder Schutz noch Flucht zulässt.
Die kosmischen Zeichen in V. 10 verdeutlichen das Ausmaß der Katastrophe. Die Finsternis von Sonne und Mond sowie das Erzittern der Erde symbolisieren, dass der „Tag des Herrn“ ein universelles Ereignis ist, das nicht nur Israel, sondern die gesamte Schöpfung betrifft. In V. 11 wird die überwältigende Macht Gottes beschrieben, der das Heer selbst anführt und vor seinem Volk erscheint. Der „Tag des Herrn“ wird als so gewaltig dargestellt, dass die rhetorische Frage „Wer kann ihn ertragen?“ die Hilflosigkeit der Menschen vor Gottes Macht unterstreicht.

### Joel 2,12–27
Des Weiteren werden nach Jeremias die folgenden Verse wie folgt eingeteilt: V. 12–17: Überraschende Aussicht auf Rettung; V. 18–27: Die Wende zum Heil.
V. 12–14 stellen eine prophetische Aufforderung zur Umkehr dar. Mit „Umkehr“ ist hier keine Abwendung von fremden Göttern gemeint, sondern eine entschlossene Hinwendung zu Gott. Für Joel hat diese Umkehr eine doppelte Bedeutung: Der „Tag des Herrn“ steht bevor, und dennoch ist Gott bereit, sein Volk zu verschonen. Um diesen Tag zu überleben, müssen die Menschen sich mit ganzem Herzen zu Gott wenden, der sowohl Richter als auch Retter ist. Diese Umkehr wird nicht nur innerlich vollzogen, sondern auch durch äußere Zeichen wie Fasten, Weinen und Klagen, wie in V. 12 gefordert. In V. 13 wird betont, dass die Annahme der menschlichen Umkehr allein bei Gott liegt, der gnädig und barmherzig ist und es bereut, Unheil zu bringen. Es fällt Gott schwer, sein Volk zu vernichten. Er kann den Vernichtungsbeschluss, den „Tag des Herrn“, in letzter Stunde noch zurücknehmen. Durch das „Wer weiß, vielleicht …“ in V. 14 wird zugleich deutlich, dass es keine Garantie gibt, dass Gott seinen Plan wirklich ändert, die Rücknahme des Vernichtungsbeschlusses bleibt ungewiss. Wie bereits in V. 12 angedeutet, rufen die V. 15–17 zu einem Fastengottesdienst auf und führen den in 1,14 begonnenen Aufruf fort. Dabei wird ein deutliches Hornsignal verwendet, das an den Feind erinnert. Der Gottesdienst ist vollständig vom „Tag des Herrn“ geprägt, weshalb alle am feierlich „geheiligten“ Tag teilnehmen müssen, da dieser Tag alle Menschen betrifft. Priester, die als Diener des Herrn fungieren, repräsentieren die Gemeinde. Ihr Gebet besteht aus zwei Elementen: Zunächst appellieren sie an Gottes Mitleid mit seinem Volk, was den Gedanken aus V. 13 aufgreift. Zudem bitten sie um den Erhalt des Landes Israel, um Gott darauf hinzuweisen, dass der Untergang Israels auch ihn betreffen würde – einerseits, weil das Land „sein Eigentum“ ist, und andererseits, weil andere Völker Gottes Schwäche oder Fehler darin sehen würden.
Der Appell der Priester, im Namen der Gemeinde an Gottes Mitleid und Betroffenheit gerichtet, zeigt Wirkung (V. 18–20): Gott greift zugunsten Israels und seines eigenen Volkes ein. Die Verse 19–20 markieren mit dieser Wendung einen vorläufigen Höhepunkt. Israel erlebt das Ende von Plagen und Dürren und empfängt erneut die lebensnotwendigen Gaben des Landes Korn, Wein und Öl, die es zuvor verloren hatte (vgl. V. 1,10). Gleichzeitig erfüllt Gott den zweiten Teil des Gebets aus Vers 2,17, indem er Israel die Schmach unter den Völkern erspart. Die vom Propheten verkündete Gewissheit, dass „das Heer“ endgültig vertrieben wurde, löst in der Gemeinde einen vorwegnehmenden Jubel aus, der die gegenwärtige Furcht außer Kraft setzt. In den Versen 21 und 22 werden zunächst das Ackerland und die Tiere zur Freude angesichts der Wende aufgerufen. V. 22 zeigt jedoch mit der Erwähnung von Obstbäumen, Weinstöcken und Feigenbäumen, dass der eigentliche Fokus auf den Menschen liegt – genauer auf den „Kindern Zions“, den Bewohnern Jerusalems, die um den Tempel als Lebensmitte versammelt sind. In ihrer Not konnten sie dieser Lebensmitte keinen Ausdruck verleihen. Die enge Verbindung zwischen Menschen, Pflanzen und Tieren, wie sie bereits in Joel 1 beschrieben wurde, wird hier erneut betont. Diese Beziehung zeigt, wie sehr alle Bereiche des Lebens voneinander abhängen. Die Menschen werden aufgefordert, nicht nur ihre Trauer und Klage abzulegen, sondern wieder zum gottesdienstlichen Jubel zu finden, den sie gemäß Joel 1,16 lange entbehren mussten. Damit das möglich wird, gibt Gott ihnen einen Lehrer: Der Regen bringt Leben für alles, was wächst, und zeigt sichtbar Gottes Güte. Er macht Gottes helfendes Handeln deutlich und will Israel dazu führen sich aus Dankbarkeit mit ganzem Herzen Gott zuzuwenden.
Die Verse 25–27 knüpfen an die Heilszusage aus V. 18 an und steigern den zuvor beschriebenen Zustand aus den Versen 21–24. Es geht nicht nur darum, dass alles wieder „wie früher“ wird, sondern um eine „göttliche Schadensersatzleistung“. Gott verspricht Wiedergutmachung für das Unheil, das „sein Heer“, die vielfältige Heuschreckenplage, angerichtet hat. Gottes Güte, die für immer besteht (siehe Ps 136), wird hier wieder bestätigt und greift ein wichtiges Thema des Alten Testaments auf. Die Zusage, dass alle satt werden, zeigt diese Güte und bringt die Menschen zum Lob Gottes. Es ist der Gott, den die Gemeinschaft als den großen Wundertäter feiert. Der Lobpreis selbst bleibt nicht ohne Wirkung auf die Lobenden. Er führt sie zu einer vertieften Erkenntnis Gottes, die das Ziel allen göttlichen Handelns ist: Gott ist inmitten Israels, seinen Menschen so nahe wie nur möglich. Diese Nähe ist nun nicht mehr bedrohlich oder tödlich wie beim „Tag des Herrn“ in Joel 1,2–2,11, sondern zeigt Gott auf eine unvergleichliche Weise, die nur ihm als dem Einzigen eigen ist. In der Nähe dieses Gottes ist Israel dauerhaft vor Feinden geschützt, wie das „nie mehr“ andeutet. Dieses „nie mehr“ gilt jedoch in Joel 1–2 nur unter der Bedingung, dass das zukünftige Israel in Zeiten der Not den prophetischen Aufforderungen aus Joel 2,12–17 folgt. Nur eine Person, die Gott von ganzem Herzen liebt, kann den Tag des Vernichtungsgerichts abwenden.

### Joel 3,1–5
Im dritten Kapitel des Joelbuches, das nur fünf Verse umfasst, geht es um die Ankündigung Gottes, seinen Geist über „alles Fleisch“ auszugießen, was prophetische Gaben wie Visionen und Träume für alle Menschen, unabhängig von Alter, Geschlecht oder sozialem Status, bedeutet. Dramatische Zeichen wie die verdunkelte Sonne und ein blutroter Mond sollen das bevorstehende göttliche Gericht ankündigen, den sogenannten „Tag des Herrn“, das zentrale Thema dieses Buches. Diese Zeichen dienen als Anzeichen für ein mächtiges und schreckliches Ereignis. Gleichzeitig wird denjenigen, die Gott anrufen, Rettung versprochen.
Die Perikope wird nach Ulrich Dahmen in vier Abschnitte gegliedert:
1. Die Ausgießung des Geistes (V. 1): Gott kündigt an, seinen Geist über „alles Fleisch“ auszugießen. Somit sind die prophetischen Gaben für alle Menschen zugänglich und nicht nur begrenzt.
2. Ausgießung auch über Knechte und Mägde (V. 2): Gott unterstreicht, dass die Ausgießung auch Knechte und Mägde einschließt, was die universale Dimension der Prophezeiung unterstreicht.
3. Die Zeichen und Wunder am Himmel und auf Erden (V. 3–4): Diese Zeichen am Himmel deuten auf den Tag des Herrn hin und symbolisieren das kommende göttliche Gericht.
4. Die Verheißung der Rettung (V. 5): Jeder, der den Namen des Herren anruft, wird Rettung erfahren.

### Joel 4,1–21
In der Perikope Joel 4,1–21 wird ein Gericht Gottes über die Nationen thematisiert. Gott selbst verkündet eine Versammlung aller Völker im Tal Joschafat, um diese zur Rechenschaft zu ziehen. Dies bezieht sich auf die Taten, die die fremden Völker seinem Volk Israel angetan haben. Es erscheinen die Gottesmotive Drohung, Macht und Krieg, die im gesamten Abschnitt wiederholt vorkommen. Am Ende wird eine positive Botschaft an das Volk Gottes verkündet, die diesem Sicherheit und Wohlstand verspricht. Joel 4,1-21 beginnt mit einem sehr negativen und düsteren Eindruck in Bezug auf alle Völker. Israel wird sehr schnell als unschuldiges Opfer dargestellt, welches Gerechtigkeit erlangen soll. Die Schuld betrifft die anderen Völker, die Feinde Israels. Der „Tag des Herrn“ wird mithilfe der Kriegsmetaphorik beschrieben. Die Zukunftsaussichten gestalten sich unterschiedlich für Israel und die beschuldigten Völker. In der gesamten Perikope fungiert Gott als Richter und größtenteils auch als Sprecher. Der Abschnitt lässt sich nach Jörg Jeremias wie folgt einteilen: 1. Schuld der Völker (V. 1–8); 2. „Tag Jahwes“ im Vollzug (V. 9–17); 3. Bilder der Heilszeit (V. 18–21).
Die ersten beiden Verse beschreiben den Tag des Herrn als zukünftiges Ereignis. Alle Völker sollen sich im Tal Joschafat versammeln, wobei der genaue Standort des Tals nicht bekannt ist. Das Gericht wird zu Beginn der vierten Perikope direkt thematisiert. Israel wird als Besitz Gottes angesehen. Gott möchte die anderen Völker zur Rechenschaft ziehen, aufgrund der Landaufteilung Israels unter den anderen Völkern. Die Völker haben, so der Vorwurf in V. 3, die Kinder Israels als Verkaufsware zugunsten ihrer Zwecke verwendet. Israel verliert seine Würde, da die Kinder menschenverachtend behandelt wurden, zur Lust und zum eigenen Wohlleben der Völker. Diese Handlungen dienen der Erniedrigung des Landes. V. 4 beginnt mit rhetorischen Fragen an die Völker Tyrus, Sidon und die Philister, in denen Gott die Völker direkt anspricht und zur Rede stellen möchte. Dies wird daran ersichtlich, dass eine Veränderung der Anrede erfolgt, indem das Wort „ihr“ benutzt wird, statt wie in den Versen davor das Wort „sie“. Daraufhin folgt eine Auflistung und gleichermaßen eine Verurteilung der Taten der anderen Völker, die Israel einen erheblichen Schaden zugefügt haben. Gott droht in V. 7 den Feinden und spielt seine Machtrolle aus, wodurch er in V. 8 in die Rolle des Handelnden wechselt und androht, diese Feinde zur Rechenschaft zu ziehen.
In den Versen 9–13 kommt die Kriegsmetaphorik besonders zur Geltung, da sowohl starke als auch schwache Menschen zum Kampf aufgefordert werden. Die Menschen sollen sich mit allen Ressourcen auf den Kampf vorbereiten und auch Alltagsgegenstände zu Waffen umfunktionieren. Gott wird als Richter des Gerichts im Tal Joschafat identifiziert, wo alle Völker ihre Taten verantworten müssen. Der Höhepunkt, der „Tag des Herrn“, kommt in den Versen 14–17 näher. Diese Phrase erinnert an vorherige Perikopen (Joel 1,15; Joel 2,1). Die Ankündigung erfolgt durch kosmische Begleiterscheinungen, wie Dunkelheit und das Beben von Himmel und Erde, aufgrund der Stimme Gottes (vgl. Joel 2,11). Gott auf dem Zion erscheint als Beschützer seines Volkes Israel. Zum Schluss wird Jerusalem zur zukünftigen Heiligkeit und Sicherheit ernannt. Während der Tag des Herrn in den folgenden Kapiteln ein gegen Israel selbst gerichtetes göttliches Handeln waren, betrifft er in Joel 4 nur noch die Fremdvölker, die sich an Israel vergangen haben.
Die Zukunft Jerusalems wird in V. 18 ausgiebig beschrieben. Die Fruchtbarkeit des Landes spielt dabei eine entscheidende Rolle, da die Natur im Überfluss profitieren wird. Dies zeigt Gottes Vollendung und Wohlstand sowie den Segen für Israel. V. 19 hingegen zeigt die Zukunft der anderen Völker. Es werden die Konsequenzen beschrieben, die die Völker aufgrund ihrer schlechten Taten erwarten. Es handelt sich um einen Zustand des Verfalls und der Verlassenheit der Länder sowie um eine ewige Verwüstung. Die abschließenden Verse 20–21 zeigen eine ungestörte Zukunft des Landes Israels. Gott wird als gerechter Richter dargestellt, da Israel Erbarmen und Vergebung erwartet. Der Wohnort des Herrn auf dem Zion wird zum Schutz des Volkes nochmals besonders hervorgehoben.

## Entstehung
Die Frage nach der Entstehungszeit des Joelbuches ist umstritten und schwierig zu beantworten. Nach Dahmen ist das Joelbuch von einem einzigen Verfasserkreis geschrieben worden und in einem Zuge entstanden, wobei es sich bei Joel 4,4–8 und Joel 4,18–21 um Nachträge handle, weil ersteres den inhaltlichen und strukturellen Zusammenhang unterbricht und letzteres das Joelbuch zusammenfasst. Andere Positionen in der Forschung gehen davon aus, dass das Joelbuch in zwei Stufen entstanden ist. Ein erster Teil sei in der vorexilischen Zeit entstanden und habe eine Heuschreckenplage beschrieben, die als Vorzeichen des Tages Jahwes angesehen wird. Ein zweiter Teil aus der spätexilischen oder nachexilischen Zeit habe den Aspekt des göttlichen Gerichts eingebracht, der ein göttliches Heilsorakel mitteilt. Aber die Ansicht einer einheitlichen Entstehung hat sich überwiegend durchgesetzt, weil das Buch inhaltlich durchgehend ist. Zudem liegt eine textuelle Dichte vor und es besteht eine durchgehende Intertextualität zu jungen Texten. Deswegen lässt sich zusammenfassend festhalten, dass das Joelbuch vermutlich in einem Zuge entstanden ist.
Umstritten und schwierig ist die genaue Datierung, für die das Buch selber keine unmittelbaren Anhaltspunkte liefert. Eine katastrophische Erfahrung, die den Ausgangspunkt zur Abfassung des Buches Joel dargestellt haben kann, ist zu vielen verschiedenen Zeiten der Geschichte Israels denkbar. Über diesen Weg lässt sich das Joelbuch nicht genauer zeitlich einordnen. Im Hinblick auf die Datierung, die in der Forschungsgeschichte kontrovers diskutiert worden ist, gibt es eine frühe, mittlere, weitere und späte Datierungsmöglichkeit. Für die Frühdatierung spricht der Umstand, dass das Joelbuch im Zwölfprophetenbuch, dessen Schriften überwiegend chronologisch angeordnet sind, zwischen den Propheten Hosea und Amos situiert ist, die in das 8. Jh. v. Chr. gehören. Da das Nordreich Israel nicht erwähnt wird, kann das Joelbuch aber nicht vor 722 v. Chr. entstanden sein, als Israel von den Assyrern erobert worden ist. Der Name des „Israel“ hat in der Zeit nach der Eroberung des Nordstaates eine andere semantische Bedeutung und kann sich nun auch auf den Südstaat Juda beziehen.
Die mittlere Datierung erstreckt sich auf den Zeitraum von etwa 600 bis 587/86 v. Chr., den Beginn des Babylonischen Exils. Dafür spricht, dass die Botschaft Joels mit jener anderer Propheten aus der Zeit dieser mittleren Datierung übereinstimmt. Auch könnten die Ereignisse während der Invasion durch die Babylonier 597 v. Chr. im Buch verarbeitet worden sein. In Joel 4,2f. wird die Zerstörung Jerusalems angesprochen. Jedoch wird diese Datierung durch die Spätdatierung wieder zurückgewiesen. Eine weitere Datierung ist von 520 bis 500 v. Chr., dafür sprechen die erwähnten Handelsbeziehungen und Kriege im Joelbuch, zusammengefasst die großpolitische Wetterlage zu der Zeit. Ein literarisches Argument ist das Verhältnis zu dem Propheten Maleachi, auf den sich Joel immer wieder bezieht. Viele Anhaltspunkte aus dem Joelbuch lassen sich auf den Propheten Maleachi zurückführen. Ein Beispiel dafür ist die Zerstörung Edoms, die in Joel 4,19 angesprochen wird, und in Maleachi 1,3f. als Wissen vorausgesetzt wird.
Die Option der Spätdatierung betrifft die fortgeschrittene nachexilische Zeit (Anfang bis Mitte des 4. Jahrhunderts). Die Eroberung Jerusalems ist dann als Vorwissen aus der Vergangenheit vorausgesetzt. Für diese späte Option sprechen das Vokabular und die Gemeinsamkeiten mit der älteren Prophetie. An vielen Stellen greift das Buch Joel auf frühere biblische Texte zurück und legt sie aktualisierend aus. In der Summe wird diese schriftgelehrte Arbeit des Verfassers des Buches nicht vor dem 4. Jh. v. Chr. denkbar sein. Auch die Thematik der Apokalyptik, die das Joelbuch spürbar beeinflusst, spricht für die Spätdatierung. Als untere Grenze der Datierung (terminus ad quem) wird hier der Nachtrag der Zerstörung von Tyrus und Sidon zwischen 345 und 330 v. Chr. gesehen.
Neben diesen Argumenten gibt es vier wichtige Hinweise auf eine Datierung des Joelbuches. Der erste Punkt sind indirekte Hinweise, wie beispielsweise die Wiedererrichtung der Mauern und der Stadt Jerusalems. Der zweite Punkt betrifft den Sklavenhandel: Tyrus, Sidon und die Philister verkaufen die Jerusalemer und Judäer an die Griechen. Auch das Gemeindeleben gibt einen Hinweis auf die Datierung. Im Joelbuch wird von einer leitenden Rolle eines Priesters und von der Tempelliturgie gesprochen, was in dieser Form für die nachexilische Zeit spricht. Als letzter und vierter Hinweis gilt die bereits oben angesprochene Intertextualität. Eine solch stark ausgeprägte intertextuelle Abhängigkeit zu anderen biblischen Texten, wie sie sich im Buch Joel beobachten lässt, ist vor dem 4. Jahrhundert nicht denkbar. Für eine Spätdatierung spricht schließlich die Zerstörung Sidons, Gazas und Tyrus um 343 und 332 v. Chr. sowie die Zerstörung des Perserreichs, die im Joelbuch durch Androhungen angesprochen wird. In der Summe überwiegen die Argumente für die Datierung vom Anfang bis Mitte des 4. Jahrhunderts. Somit wird das Joelbuch in die späte Perserzeit eingeordnet. Die Großmächte zwischen dem 9. und 4. Jahrhundert werden nicht genannt, die Eroberung Jerusalems und das Babylonische Exil werden vorausgesetzt und die Sprache spricht für die späte Datierung.

## Theologie
Das Buch Joel befasst sich zentral mit den Themen Kriegswesen, Gericht, Gnade und Hoffnung. Es zeichnet sich durch eine dichte, poetische Sprache aus, die universelle theologische Botschaften vermittelt. Ein zentrales Thema des Buches ist der „Tag des Herrn“ (Tag JHWHs), der sowohl als ein Tag des Gerichts über die Sünde als auch als Erlösung für die Gläubigen beschrieben wird. Die Heuschreckenplage und Dürre, die das Buch einleitend schildert, werden als Zeichen göttlichen Gerichts interpretiert, die zur Umkehr aufrufen. Joel betont jedoch, dass wahre Buße von Herzen kommen muss: „Zerreißt eure Herzen, nicht eure Kleider“ (Joel 2,13). Die stark apokalyptische Sichtweise kann den Eindruck erwecken, dass die Zukunft ausschließlich von Gottes Zorn bestimmt wird. Dies kann ein negatives Gottesbild fördern, wenn die Balance zwischen Gericht und Gnade nicht vermittelt wird.
Ein weiterer theologischer Höhepunkt ist die Verheißung der Ausgießung des Geistes Gottes „über alles Fleisch“ (Joel 3,1–2), eine universale Heilserwartung, die im Neuen Testament als erfüllt angesehen wird. Das Buch endet mit der Hoffnung auf Wiederherstellung und Fruchtbarkeit für Israel sowie dem Gericht über die Völker, was Gottes Souveränität und Gerechtigkeit betont.
Die Theologie des Buches Joel verbindet somit Gericht und Gnade in der Perspektive auf Gottes Heilsplan, der auf Erneuerung und Gemeinschaft mit seinem Volk abzielt.

## Rezeption

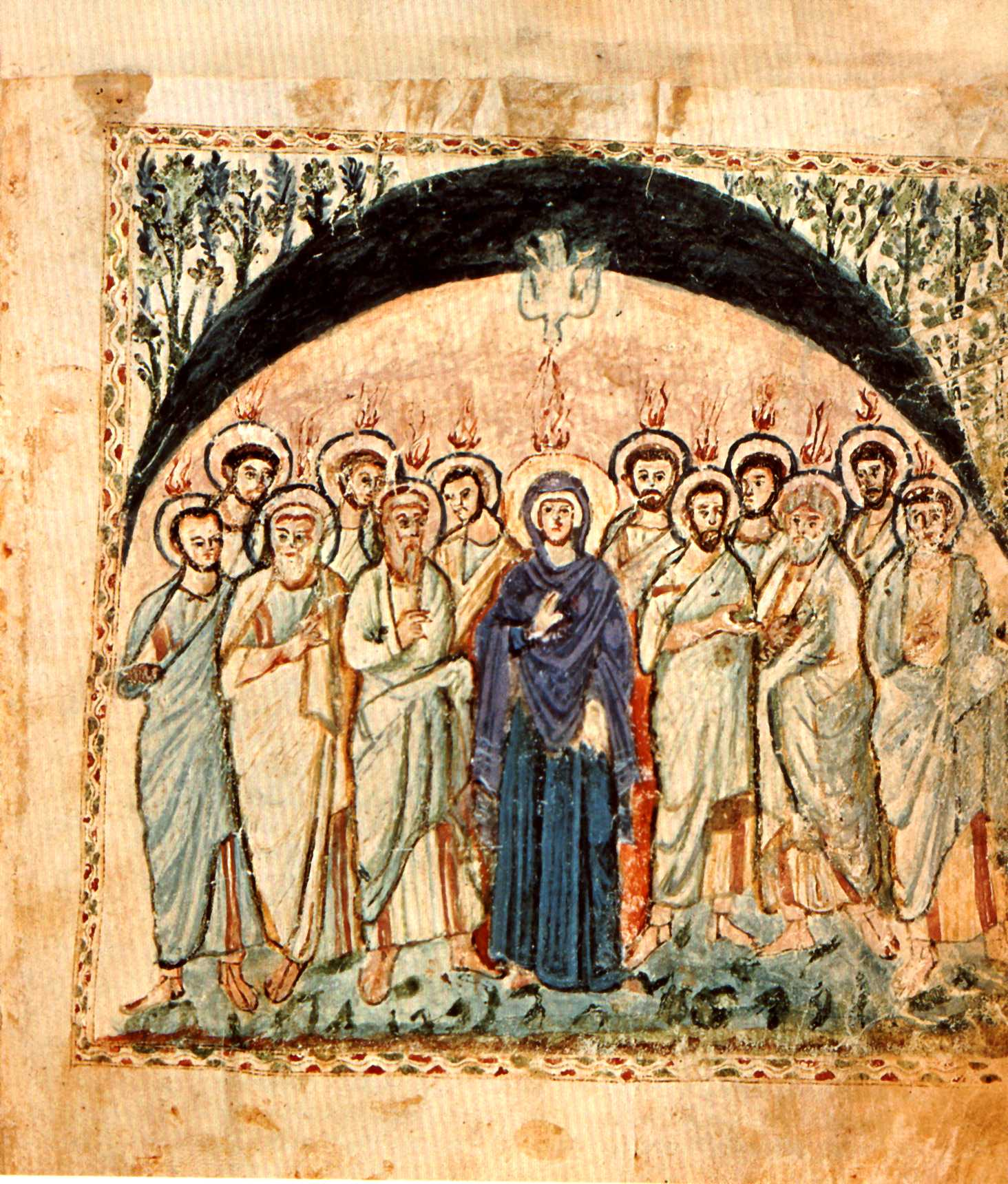
Ausgießung des Heiligen Geistes im Rabbula-Evangeliar (586)

Das Joelbuch hat mit seinen Bildern und prophetischen Botschaften die religiöse Literatur und Traditionen geprägt. Seine Spuren finden sich sowohl in der Hebräischen Bibel, in den Schriften des Alten Testaments, als auch in den Texten des Neuen Testaments und in der christlichen sowie jüdischen Auslegungs- und Religionsgeschichte. Innerhalb der Hebräischen Bibel wird Joel 4,10, das Umschmieden von Pflugscharen zu Schwertern als ein Aufruf zum Krieg, oft der Schwert-zu-Pflugscharen-Vision in Jes 2,4 gegenübergestellt, die Frieden symbolisiert. Diese Gegenüberstellung verdeutlicht unterschiedliche Perspektiven auf Krieg und Frieden. Nach der neueren Forschung, etwa von Dahmen, entstand das Jonabuch zeitlich nach dem Joelbuch. In 3,9 und 4,2 habe das Jonabuch Aussagen des Joelbuches über Gottes Barmherzigkeit unmittelbar aufgegriffen.
Das Neue Testament zeigt eine besonders deutliche Rezeption des Joelbuches und hebt dessen prophetische Aussagen in entscheidenden theologischen Kontexten hervor. Die umfangreichste Anspielung stellt dabei Apg 2,14–21 dar. In diesen Versen, der sogenannten Pfingstpredigt, zitiert der Apostel Petrus am Pfingsttag Joel 3,1–5, um das Pfingstwunder zu deuten. Dabei geht es um ein Ereignis, wobei der Heilige Geist auf die Jünger Jesu ausgegossen wird und diese daraufhin in verschiedenen Sprachen sprechen. Daraus resultiert das Vorurteil, die Jünger seien betrunken. Petrus interpretiert die Geistausgießung als Zeichen dafür, dass die „letzten Tage“ begonnen haben und das Reich Gottes allen Menschen offensteht. Während Joel ankündigt, dass Gott seinen Geist über alles Fleisch ausgießen wird und damit die Zukunft anspricht, interpretiert Petrus die Ausgießung des Heiligen Geistes als Beginn einer neuen Heilszeit, die an Pfingsten bereits begonnen hat. Insgesamt geht es bei der Passage aus Joel und dem Auszug aus der Apostelgeschichte um einen Vergleich, dass die Geistausgießung als Beginn der Heilszeit betrachtet wird, während die weiteren prophetischen Ereignisse wie der „Tag des Herrn“ noch ausstehen. Die Ankündigung der Ausgießung des Geistes auf „alles Fleisch“ in der Apostelgeschichte markiert einen Wendepunkt in der Heilsgeschichte: Der Geist Gottes wird nicht länger auf bestimmte Gruppen wie Propheten oder Priester beschränkt, sondern ist für alle Menschen zugänglich, unabhängig von Alter, Geschlecht oder sozialem Status. Dies verdeutlicht den universalen Charakter der christlichen Botschaft. Petrus nutzt dieses Zitat, um die außergewöhnlichen Ereignisse der Geistausgießung zu erklären. Die Apostelgeschichte macht durch diesen Rückgriff deutlich, dass die Pfingstereignisse als Erfüllung alttestamentlicher Prophetie verstanden wird. Die palindromische Struktur der Beschreibung – etwa die Erwähnung von Knechten und Mägden in Apg 2,18 unterstreicht die Gleichstellung aller Menschen vor Gott.
Im Römerbrief zitiert Paulus Joel 3,5a in Röm 10,13, um die universale Rettung für alle, die den Namen des Herrn anrufen, zu verkünden. Hierbei wird die Gleichsetzung von Christus und dem „Kyrios“ (Herrn) des Joelbuches hervorgehoben, wodurch die Verheißungen des Alten Testaments in Jesus ihre Erfüllung finden. In der Offenbarung des Johannes wird das Joelbuch besonders rezipiert, vor allem in der Darstellung apokalyptischer Szenarien. Die kosmischen Zeichen in Offb 6,12–17, wie die Verdunkelung der Sonne und das Erzittern der Erde, greifen Bilder aus Joel 2,10–11 auf, wo diese Phänomene ebenfalls als Vorzeichen des göttlichen Gerichts beschrieben werden. Johannes erweitert diese Motive, indem er sie in eine umfassendere Vision des Endgerichts einbettet, die die gesamte Schöpfung betrifft. Ein weiteres Beispiel ist die Schilderung der Heuschreckenplage in Offb 9,1–12. Während Joel in Joel 1,6 und Joel 2,4–11 die Heuschrecken als Symbol für ein feindliches Heer verwendet, das das Land verwüstet, erweitert die Offenbarung dieses Bild zu einer apokalyptischen Vision. Die Heuschrecken werden zu Wesen mit kriegerischen Eigenschaften. Es wird deutlich, dass die in Joel angedeutete Endzeitvision von Johannes aufgenommen wurde und die gesamte Menschheit betrifft.
In der jüdischen Liturgie wird das Joelbuch im traditionellen Dreijahreszyklus der synagogalen Lesungen verwendet. In der christlichen Liturgie sind die Perikopen Joel 2,12–18 und Joel 3,1–5 von besonderer Bedeutung. Erstere wird in der römisch-katholischen Kirche am Aschermittwoch verlesen, während letztere am Vorabend von Pfingsten eine Rolle spielt. Beide Texte haben sich auch in anderen Konfessionen etabliert.
Schlüsselverse wie Joel 2,25 („Ich werde euch die Jahre erstatten, die die Heuschrecken gefressen haben“) oder Joel 2,28 („Eure Söhne und Töchter werden weissagen“) haben in Literatur, Kunst und Musik Eingang gefunden. In der Kunst wird der Prophet Joel meist als bärtiger Mann mit Nimbus und Schriftrolle dargestellt. Motive wie Heuschrecken, Löwen oder Trompeten begleiten ihn symbolisch. In der Musik inspirierten Texte aus Joel gregorianische Choräle wie Canite tuba in Sion, die auf die Buß- und Prophetie-Themen des Joelbuches Bezug nehmen.

### Überblicke
- Dietrich, Walter: Das Buch Joel. In: ders. (Hrsg.): Die Entstehung des Alten Testaments (Theologische Wissenschaft 1), Stuttgart 2014, S. 415–420.
- Jeremias, Jörg: Art. „Joel/Joelbuch“, in: Theologische Realenzyklopädie, Bd. 17, Berlin/New York 1988, S. 91–97.
- Macchi, Jean-Daniel: Joel, in: Thomas Römer/Jean-Daniel Macchi/Christophe Nihan (Hrsg.): Einleitung in das Alte Testament. Die Bücher der Hebräischen Bibel und die alttestamentlichen Schriften der katholischen, protestantischen und orthodoxen Kirchen, Zürich 2013, S. 452–457.
- Schmid, Konrad: Das Joelbuch, in: Jan Christian Gertz (Hrsg.): Grundinformation Altes Testament. Eine Einführung in Literatur, Religion und Geschichte des Alten Testaments, 6., überarbeitete und erweiterte Auflage, Göttingen 2019, S. 382–385.
- Zenger, Erich: Das Buch Joël, in: ders. u. a.: Einleitung in das Alte Testament, 9., aktualisierte Auflage, hrsg. v. Christian Frevel (Kohlhammer Studienbücher Theologie 1,1), Stuttgart 2015, S. 643–649.

### Kommentare
- Dahmen, Ulrich: Das Buch Joel, in: ders./Gunther Fleischer: Das Buch Joel/Das Buch Amos (Neuer Stuttgarter Kommentar Altes Testament 23,2), Stuttgart 2001, S. 11–116.
- Deissler, Alfons: Zwölf Propheten. Hosea – Joël – Amos (Die Neue Echter Bibel 4), Würzburg 1981.
- Jeremias, Jörg: Die Propheten Joel, Obadja, Jona, Micha (Das Alte Testament Deutsch 24,3), Göttingen 2007.
- Rudolph, Wilhelm: Joel – Amos – Obadja – Jona (Kommentar zum Alten Testament 13,2), Gütersloh 1971.
- Wolff, Hans Walter: Dodekapropheton 2. Joel und Amos (Biblischer Kommentar Altes Testament 14,2), Neukirchen-Vluyn ²1975.

### Forschungsliteratur in Auswahl
- Bergler, Siegfried: Joel als Schriftinterpret (Beiträge zur Erforschung des Alten Testaments und des Antiken Judentums 16), Frankfurt a. M. 1988.
- Biberger, Bernd: Endgültiges Heil innerhalb von Geschichte und Gegenwart. Zukunftskonzeptionen in Ez 38–39, Joel 1–4 und Sach 12–14 (Bonner Biblische Beiträge 161), Göttingen 2010.
- Coggins, Richard: Joel, in: Currents in Biblical Research 2,1 (2003), S. 85–103.
- Müller, Anna Karena: Gottes Zukunft. Die Möglichkeit der Rettung am Tag JHWHs nach dem Joelbuch (Wissenschaftliche Monographien zum Alten und Neuen Testament 119), Neukirchen-Vluyn 2008.
- Müller, Monika: Und der HERR wohnt in Zion (Joel 4,21). Literaturwissenschaftliche und theologische Untersuchungen zu Joel 3 und 4 (Wissenschaftliche Monographien zum Alten und Neuen Testament 150), Göttingen 2017.
- Scoralick, Ruth: „Auch jetzt noch“ (Joel 2,12a). Zur Eigenart der Joelschrift und ihrer Funktion im Kontext des Zwölfprophetenbuches, in: Erich Zenger (Hrsg.): „Wort Jhwhs, das geschah …“ (Hos 1,1). Studien zum Zwölfprophetenbuch (Herders biblische Studien 35), Freiburg i. Br. 2002, S. 47–69.
- Wacker, Marie-Theres: Gottes Groll, Gottes Güte und Gottes Gerechtigkeit nach dem Joel-Buch, in: Ruth Scoralick (Hrsg.): Das Drama der Barmherzigkeit Gottes. Studien zur biblischen Gottesrede und ihrer Wirkungsgeschichte in Judentum und Christentum (Stuttgarter Bibelstudien 183), Stuttgart 2000, S. 107–124.